# ACF Fiorentina
ACF Fiorentina este un club de fotbal din Florența, Italia, care evoluează în Serie A.

## Jucători

### Lotul actual
Actualizat la 4 august 2025
| Nr. |                       | Poziție | Jucător                           |
| --- | --------------------- | ------- | --------------------------------- |
| 2   | Brazilia              | F       | Dodô                              |
| 3   | Italia                | M       | Alessandro Bianco                 |
| 4   | Italia                | M       | Jacopo Fazzini                    |
| 5   | Croația               | F       | Marin Pongračić                   |
| 6   | Italia                | F       | Luca Ranieri (căpitan)            |
| 7   | Elveția               | M       | Simon Sohm                        |
| 8   | Italia                | M       | Rolando Mandragora (vice-căpitan) |
| 9   | Argentina             | A       | Lucas Beltrán                     |
| 10  | Islanda               | A       | Albert Guðmundsson                |
| 11  | Bosnia și Herțegovina | A       | Edin Džeko                        |
| 14  | Elveția               | F       | Eman Košpo                        |
| 15  | Italia                | F       | Pietro Comuzzo                    |
| 16  | Italia                | F       | Niccolò Fortini                   |

| Nr. |                  | Poziție | Jucător                             |
| --- | ---------------- | ------- | ----------------------------------- |
| 17  | Maroc            | M       | Abdelhamid Sabiri                   |
| 18  | Spania           | F       | Pablo Marí                          |
| 19  | Italia           | F       | Mattia Viti (împrumutat de la Nice) |
| 20  | Italia           | A       | Moise Kean                          |
| 21  | Germania         | F       | Robin Gosens                        |
| 24  | Maroc            | M       | Amir Richardson                     |
| 27  | Italia           | M       | Cher Ndour                          |
| 30  | Italia           | P       | Tommaso Martinelli                  |
| 43  | Spania           | P       | David de Gea                        |
| 44  | Italia           | M       | Nicolò Fagioli                      |
| 53  | Italia           | P       | Luca Lezzerini                      |
| 65  | Italia           | F       | Fabiano Parisi                      |
| 99  | Coasta de Fildeș | A       | Christian Kouamé                    |

### Împrumutați
| Nr. |           | Poziție | Jucător                                                    |
| --- | --------- | ------- | ---------------------------------------------------------- |
|     | Italia    | P       | Tommaso Vannucchi (at Pontedera până pe 30 iunie 2026)     |
|     | Italia    | F       | Leonardo Baroncelli (at Gubbio până pe 30 iunie 2026)      |
|     | Italia    | F       | Mirko Elia (at Forlì până pe 30 iunie 2026)                |
|     | Italia    | F       | Lorenzo Lucchesi (at Monza până pe 30 iunie 2026)          |
|     | Argentina | F       | Matías Moreno (at Levante până pe 30 iunie 2026)           |
|     | Italia    | F       | Lorenzo Romani (at Lecco până pe 30 iunie 2026)            |
|     | Italia    | F       | Giulio Scuderi (at Alcione până pe 30 iunie 2026)          |
|     | Argentina | F       | Nicolás Valentini (at Hellas Verona până pe 30 iunie 2026) |

| Nr. |         | Poziție | Jucător                                                            |
| --- | ------- | ------- | ------------------------------------------------------------------ |
|     | Italia  | M       | Lorenzo Amatucci (at Las Palmas până pe 30 iunie 2026)             |
|     | Italia  | M       | Jonas Harder (at Padova până pe 30 iunie 2026)                     |
|     | Italia  | M       | Riccardo Spaggiari (at Arzignano Valchiampo până pe 30 iunie 2026) |
|     | Italia  | A       | Maat Daniel Caprini (at Mantova până pe 30 iunie 2026)             |
|     | Italia  | A       | Filippo Distefano (at Carrarese până pe 30 iunie 2026)             |
|     | Italia  | A       | Tommaso Rubino (at Carrarese până pe 30 iunie 2026)                |
|     | Italia  | A       | Jacopo Tarantino (at Pontedera până pe 30 iunie 2026)              |
|     | Albania | A       | Eljon Toçi (at Dolomiti Bellunesi până pe 30 iunie 2026)           |

## Câștigători ai Cupei Mondiale
- Luca Toni (Germania 2006)
- Daniele Massaro (Spania 1982)
- Pietro Vierchowod (Spania 1982)
- Giovanni Galli (Spania 1982)
- Francesco Graziani (Spania 1982)
- Giancarlo Antognoni (Spania 1982)
- Daniel Passarella (Argentina 1978)
- Daniel Bertoni (Argentina 1978)
- Mario Pizziolo (Italia 1934)

## Palmares

### Titluri naționale
Serie A:
- Câștigători (2) : 1955–56, 1968–69
- Locul doi (5): 1956–57, 1957–58, 1958–59, 1959–60, 1981–82

Coppa Italia:
- Câștigători (6) : 1939–40, 1960–61, 1965–66, 1974–75, 1995–96, 2000–01
- Finaliști (4): 1958, 1959–60, 1998–99, 2022–23

Supercoppa Italiana:
- Câștigători (1) : 1996
- Locul doi (1): 2001

### Titluri europene
Cupa Campionilor Europeni/ UEFA Champions League:
- Locul doi (1): 1956–57

Cupa UEFA/ UEFA Europa League:
- Locul doi (1): 1989–90

Cupa Cupelor UEFA:
- Câștigători (1) : 1960–61
- Locul doi (1): 1961–62

### Titluri mai mici
Cupa Grasshoppers
- Câștigători (1) : 1957

Cupa Mitropa
- Câștigători (1) : 1966

Anglo-Italian League Cup
- Câștigători (1) : 1975

Serie B
- Câștigători: 1930–31; 1938–39; 1993–94

Serie C2 (ca Florentia Viola)
- Câștigători: 2002–03